# Inwood-207th Street
Inwood-207th Street, in origine Washington Heights-207th Street, è una stazione della metropolitana di New York, capolinea nord della linea IND Eighth Avenue. Nel 2019 è stata utilizzata da 3 150 731 passeggeri. È servita dalla linea A, attiva 24 ore su 24.

## Storia
La stazione fu aperta il 10 settembre 1932. Venne ristrutturata a fine anni 1990.

## Strutture e impianti
La stazione è sotterranea, ha una banchina ad isola e due binari. È posta al di sotto di Broadway e il mezzanino possiede cinque ingressi, tre all'incrocio con 207th Street e due all'incrocio con 211th Street e Isham Street. Un ascensore nell'angolo nord-ovest dell'incrocio con 207th Street rende la stazione accessibile alle persone con disabilità motoria.

## Interscambi
La stazione è servita da alcune autolinee gestite da MTA Bus e NYCT Bus.
- Fermata autobus